# Notoxus nevadensis
Notoxus nevadensis är en skalbaggsart som beskrevs av Thomas Casey 1895. Notoxus nevadensis ingår i släktet Notoxus och familjen kvickbaggar. Inga underarter finns listade i Catalogue of Life.